# Setter (motocicleta)

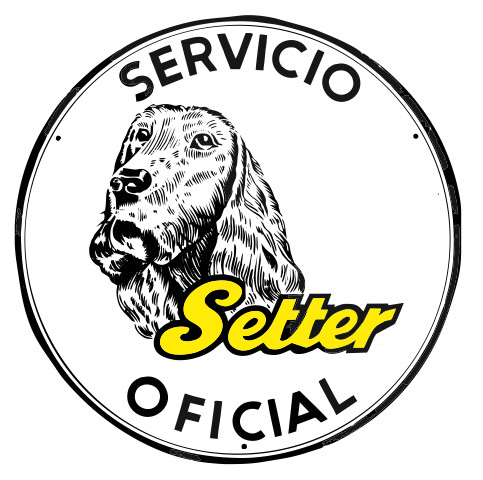

Setter es una marca española de motocicletas, fabricadas en Elche (Alicante) entre 1951 y 1970, que en 2017 vuelve a la producción y comercialización de motocicletas.

## Historia
Miguel Santonja Santonja, mecánico nacido en Alcoy y afincado en Elche, tiene la idea a principios de los años 50, y ante la demanda de bicicletas y ciclomotores, de equipar bicicletas con un motor auxiliar por transmisión de rodillo que las convierta de hecho en ciclomotores.
Así, comenzó a fabricar sus motores en los Talleres de Miguel Santonja en Elche, calle Maximiliano Thous 31, bajo la marca Santonja. Tiempo después se cambiaría el nombre de la marca a Setter, con el que continuaría hasta el final de su actividad.
Durante sus 20 años de existencia, Setter fabricó motores de diseño propio en cilindradas de 44, 49, 60, 74 y 125cc. Estos motores equiparían a las propias motocicletas Setter, y también a las Ducson de Vicente Solá. También se produjeron motos completas para Rafael Mira e Hijos, que fueron comercializadas bajo marca RMH, aunque equipadas con motores Hispano Villiers.
A principios de los 50 el taller contaba con unos 30 operarios y la producción oscilaba entre las 250 y las casi 400 unidades de 1958. La producción total se aventura en una cifra próxima a las 7000 unidades, sin contar las RMH Hispano-Villiers ni los  motores Santonja que equiparon a las Ducson.
Al final de los años 60 la producción cesó debido al desplome general del sector ocasionado por la irrupción en el mercado del Seat 600, y afectados también por los cambios de normativas.
A partir de entonces Miguel Santonja e Hijos comenzó la fabricación de  maquinaria para el calzado, máquinas que siguieron llevando la marca SETTER. En 2017, los herederos de la familia Santonja recuperan la marca para la producción de motocicletas-

### El nombre de Setter
Al principio las motos se vendían bajo la marca Santonja, y el principal rival de la marca en el mercado eran los ciclomotores G.A.C.; uno de los distribuidores de Santonja no pronunciaba bien la C y decía a sus vendedores «tenim que acabar amb els de GAT» lo que traducido sería «tenemos que acabar con los del gato». Así que, entre bromas, se decidió elegir un nombre de perro, el tradicional enemigo del gato, para acabar con éste; el nombre elegido fue Setter por tratarse de una raza fiel, familiar, tranquila, una raza que daba confianza.

## Modelos
En secuencia temporal:

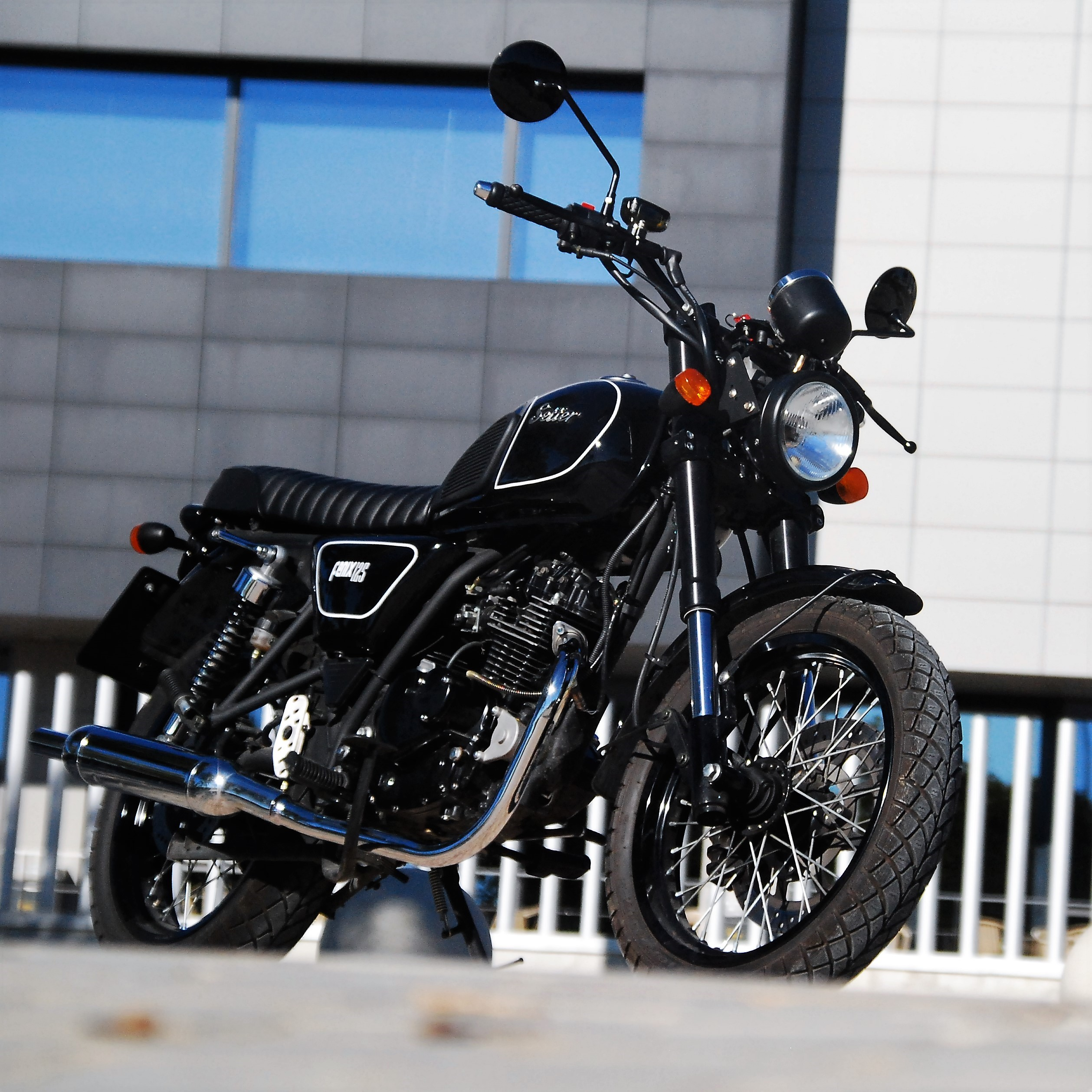
Setter modelo Fenix 125 cc - 2018

- Motor rodillo de 55cc; producido en 1951 para equipar bicicletas
- Primer modelo propio: Ciclomotor de 60 cc, con 1 velocidad; (1952-1953)
- Moto de 125cc y 3 velocidades; proyectado en 1952 pero que no llegó a la producción
- Ciclomotor de 54 y 60cc, con una sola velocidad; producido entre 1953 y 1958; era una evolución del primer ciclomotor
- Ciclomotor de 49 y 45cc, con dos velocidades al puño; producido en 1959, sería el antecesor del célebre modelo 74cc de ese mismo año
- Motocicleta M-59 E de 74cc, con dos velocidades al puño; producido entre 1959 y 1961; fue usado con éxito en numerosas competiciones
- Motocicleta F con motor 74cc, evolucionado de los modelos M-59, monocilíndrico de dos tiempos con 1,60 CV y tres velocidades al pie; producida entre 1961 y 1966; sobre este motor se construyeron dos modelos distintos, el primero de sillín corrido, ruedas más gruesas y un cuadro de diseño más actual y un segundo modelo de menor tirada,  con sillín de muelles y cuadro derivado del M-59.
- El primer ciclomotor moderno: G de 49cc, con tres velocidades al pie y cuadro de doble cuna; se produjeron 1489 unidades entre 1961 y 1965
- Motocicleta H con motor monocilíndrico dos tiempos, 125cc y 1,95 CV: la de mayor cilindrada de la marca, con tres velocidades al pie; se produjeron 509 unidades entre 1961 y 1966; como dato importante, sirvió como base de diseño para las motocicletas RMH.
- Ciclomotor de 49 cc y tres velocidades al pie; era una mejora del modelo G y se produjeron 868 unidades entre 1965 y 1970.
- Motocicleta Setter modelo Fenix de 125 cc 4T, 5 velocidades y normativa EuroIV. 2017.

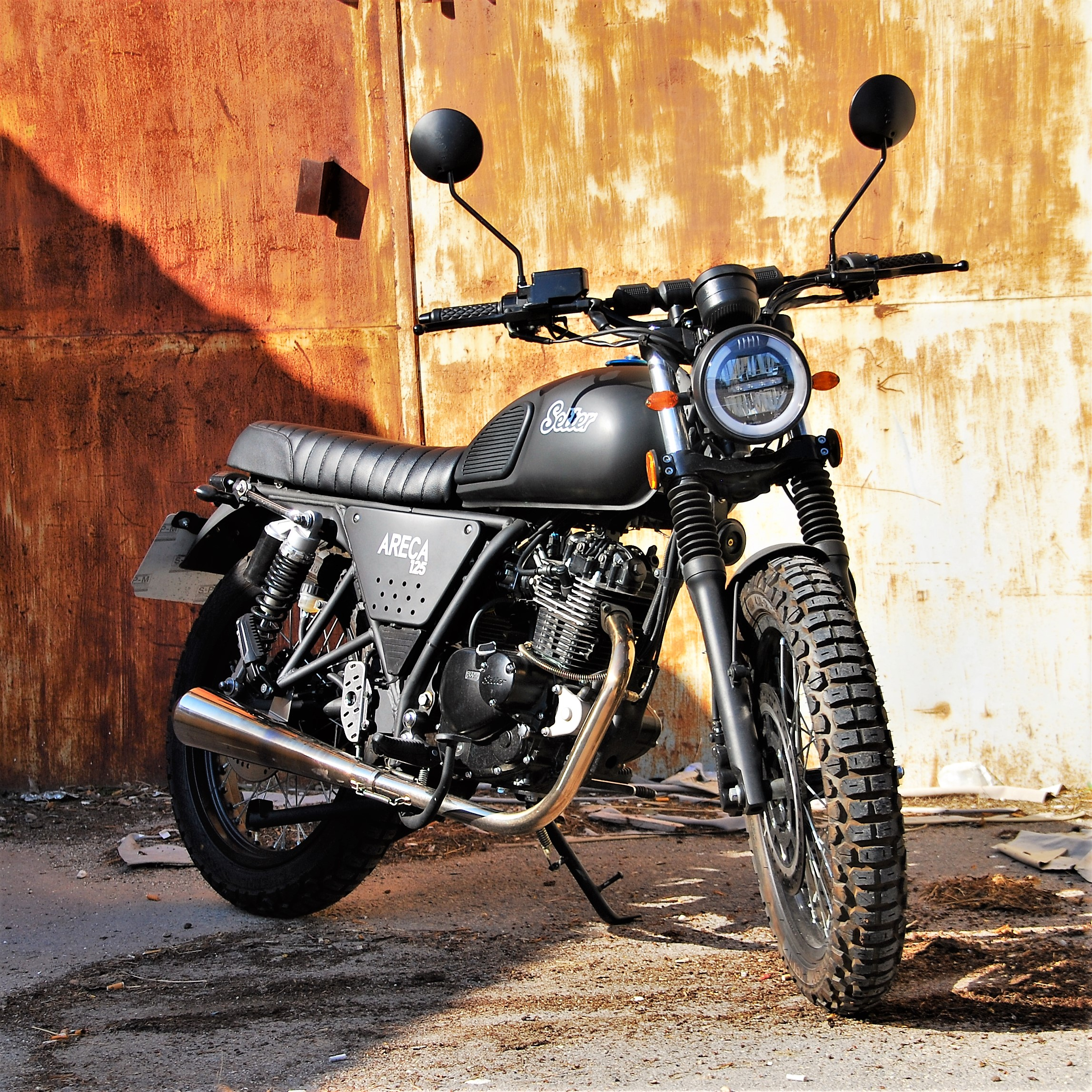
Setter modelo ARECA 125 cc - 2020

- Motocicleta Setter modelo ARECA de 125 cc 4T, 5 velocidades y normativa EuroIV. 2020.Setter modelo ARECA 125 cc - 2020

## Competición
En septiembre de 1952 se participó en la prueba de resistencia Sevilla-Barcelona para bicicletas, con la finalidad de demostrar la fiabilidad de los motores Santonja de 60cc, obteniéndose grandes resultados.
Las Setter compitieron asiduamente en la categoría velomotor en las carreras celebradas en el levante español. El modelo de más éxito en este sentido fue el de 74cc de 1959. Algunos corredores que participaron con este modelo fueron Ramiro Blanco, César Gracia, Enrique Escuder y José Pascual, piloto oficial de la casa.